# 西九龍商務中心

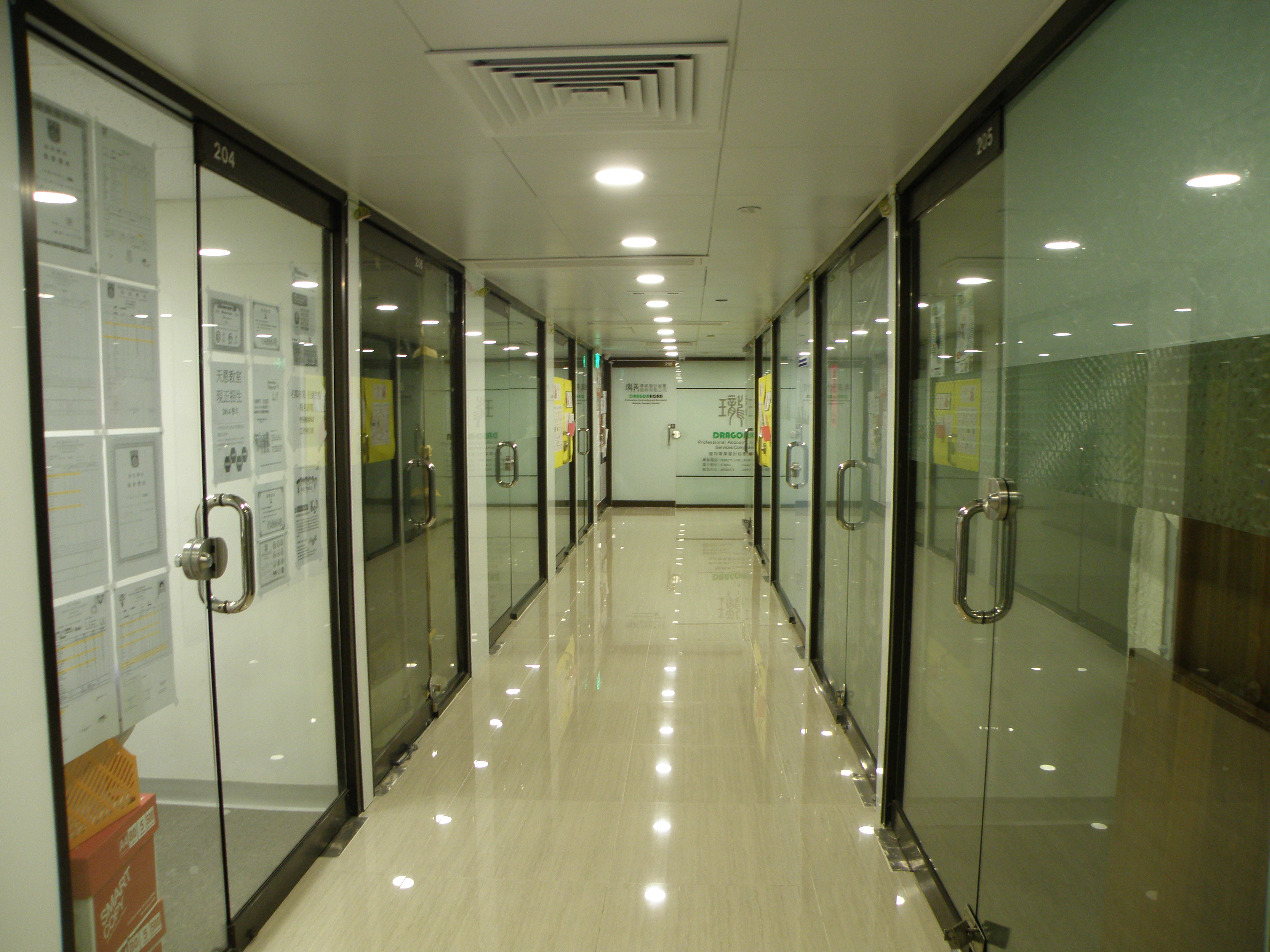
西九龍商務中心（商場）內貌

金盟大廈（英語：Golden League Building）為香港深水埗區一11層高的商住項目，樓高3層的商場部份稱為西九龍商務中心（英語：Soho West Serviced Office），前稱「時尚廣場（英語：Time Plaza）」，位處青山道，為深水埗一個死寂商場。
而由於人流缺乏，故商舖售價較為低廉，2012年8月就以29萬拍賣一個三樓約200呎的商舖。
住宅部份則於4至11樓，毎層設6個單位，介乎310至340呎。

## 鄰近地點
- 樂年花園
- 寶血醫院（明愛）

## 外部連結
1. ↑  .   [2012-12-28]. （原始内容存档于2012-08-17）.

- google map：時尚廣場的位置